# Rauli Virtanen
Temple de la renommée finlandais : 2015
Rauli Virtanen (né le 4 janvier 1939 à Tampere en Finlande) est un joueur finlandais de hockey sur glace.

## Carrière en club
En 1957, il commence sa carrière avec l'Ilves Tampere dans la SM-sarja.

## Statistiques
| Saison    | Équipe        | Ligue    |    | Saison régulière | Saison régulière | Saison régulière | Saison régulière | Saison régulière |   | Séries éliminatoires | Séries éliminatoires | Séries éliminatoires | Séries éliminatoires | Séries éliminatoires |
| Saison    | Équipe        | Ligue    | PJ | B                | A                | Pts              | Pun              | PJ               | B | A                    | Pts                  | Pun                  |                      |                      |
| 1957-1958 | Ilves Tampere | SM-sarja | 5  | 0                | 1                | 1                | 2                | -                | - | -                    | -                    | -                    |                      |                      |
| 1958-1959 | Ilves Tampere | SM-sarja | 17 | 0                | 2                | 2                | 10               | -                | - | -                    | -                    | -                    |                      |                      |
| 1960-1961 | Ilves Tampere | SM-sarja | 3  | 0                | 1                | 1                | 2                | -                | - | -                    | -                    | -                    |                      |                      |

## Prix
- Prix de l'information publique, 1993